# William Irvine (Politiker, 1741)

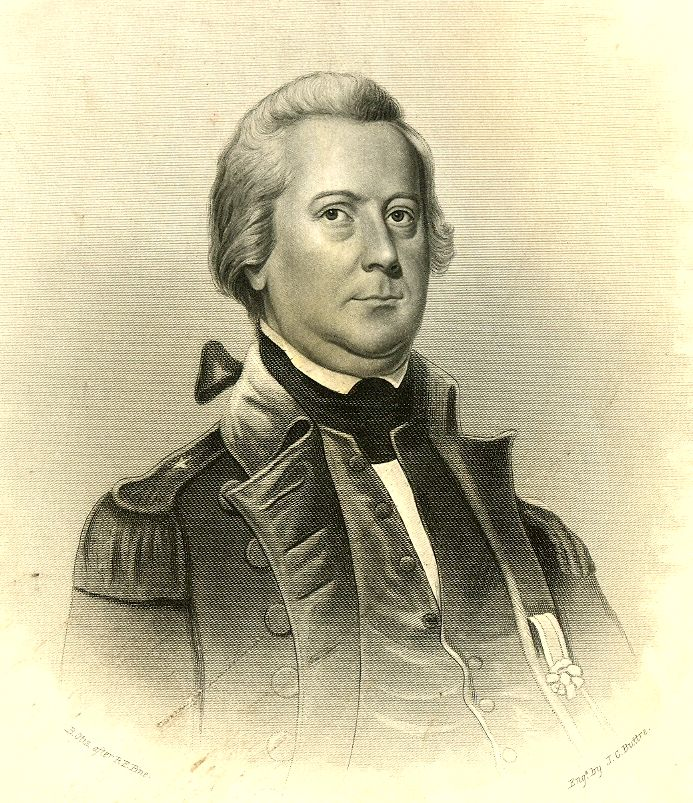
William Irvine

William Irvine (* 3. November 1741 in County Fermanagh, Irland; † 29. Juli 1804 in Philadelphia, Pennsylvania) war ein US-amerikanischer Politiker. Zwischen 1793 und 1795 vertrat er den Bundesstaat Pennsylvania im US-Repräsentantenhaus. Zuvor nahm er bereits als Delegierter am Kontinentalkongress teil.

## Werdegang
Der im heutigen Nordirland geborene William Irvine erhielt eine gute Schulausbildung und studierte dann an der Universität Dublin. Nach einem anschließenden Medizinstudium und seiner Zulassung als Arzt begann er in diesem Beruf zu praktizieren. Als solcher arbeitete er auch zeitweise in der Royal Navy. Im Jahr 1763 verließ er seine Heimat und zog nach Carlisle in Pennsylvania, das damals noch britische Kolonie war. Bereits in den 1760er Jahren schloss er sich dem amerikanischen Widerstand gegen den Stamp Act an. Er wurde damals Mitglied der ersten revolutionären Versammlungen in Pennsylvania.
Während des Unabhängigkeitskrieges diente er zunächst als Oberst in den amerikanischen Streitkräften. Zwischen Juni 1776 und Mai 1778 war er in britischer Kriegsgefangenschaft. Nach seiner Freilassung wurde er im Jahr 1779 zum Brigadegeneral der Kontinentalarmee befördert. Er blieb bis zum Kriegsende im Jahr 1783 beim Militär. Nach dem Krieg arbeitete er wieder als Arzt. Gleichzeitig schlug er eine politische Laufbahn ein. In den Jahren 1787 und 1788 saß er im Kontinentalkongress. Während der Whiskey-Rebellion im Jahr 1794 kommandierte er die Truppen aus Pennsylvania. Damals war er bereits Kongressabgeordneter. Politisch stand er in Opposition zur Bundesregierung unter Präsident George Washington (Anti-Administration-Fraktion).
Bei den in Pennsylvania staatsweit ausgetragenen Kongresswahlen des Jahres 1792 wurde Irvine für den zwölften Sitz von Pennsylvania in das damals noch in Philadelphia tagende US-Repräsentantenhaus gewählt, wo er am 4. März 1793 sein neues Mandat antrat. Bis zum 3. März 1795 konnte er eine Legislaturperiode im Kongress absolvieren. Nach seiner Zeit im US-Repräsentantenhaus zog Irvine nach Philadelphia. Dort leitete er zwischen 1801 und 1804 die militärischen Versorgungsläden. Er starb am 29. Juli 1804.